# Église Saint-Martin de Dannes
L'église Saint-Martin est une église sise, rue de l'Église, à Dannes, commune française de la région Nord-Pas-de-Calais. Elle est inscrite au titre des Monuments historiques depuis le 10 juin 1926.

## Bâtiment

### Construction
L'église Saint-Martin connaît sa campagne  principale de construction au XVe siècle et au XVIe siècle.

### Description
L'église Saint-Martin, toute voutée doit sa silhouette allongée à sa construction en plusieurs campagnes successives et à son absence de collatéraux et de transept.
La façade, flanquée d’une tourelle d’escalier, précède une nef de six travées barlongues, remontant probablement au XVe siècle. Ses voûtes basses, établies sur croisées d’ogives, reposent sur des culots latéraux. Les contreforts qui les épaulent ont été renforcés au début du XVIe siècle.
La tour carrée est plus tardive. Elle abrite, au-dessus de sa voûte, une salle dotée d’une cheminée. Le niveau supérieur est ajouté au début du XVIIIe siècle.

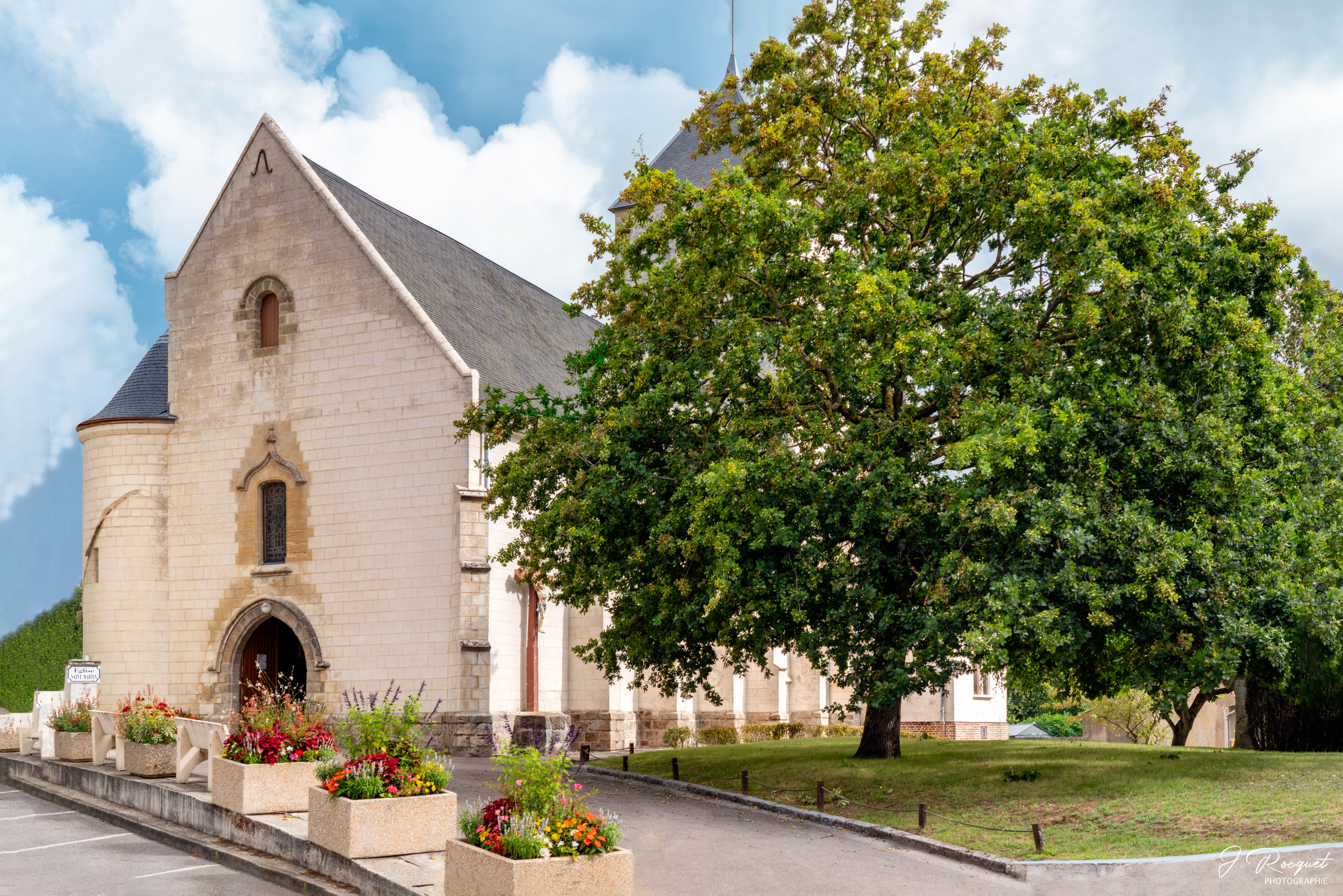
L'entrée de la nef.
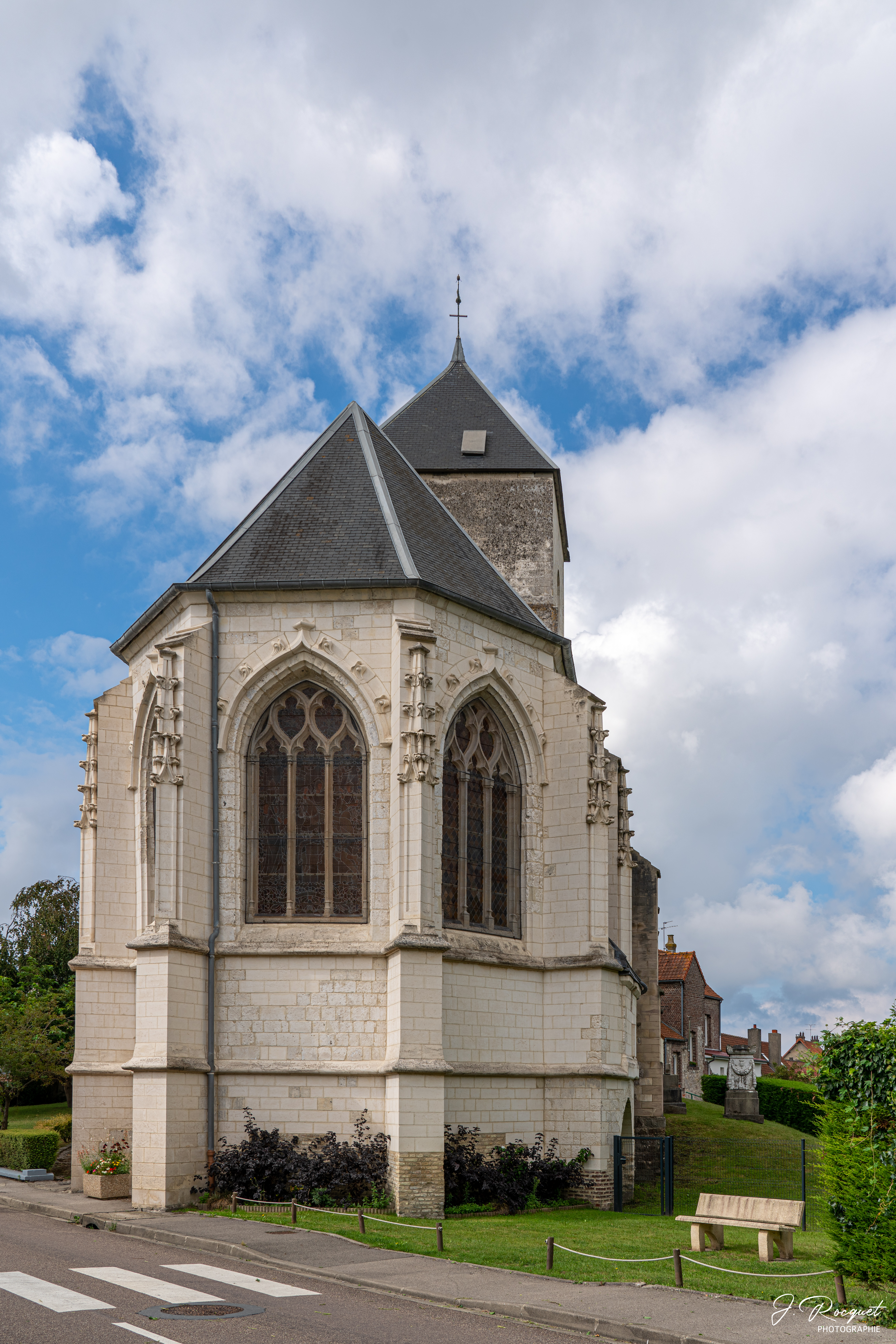
Le chevet vu de la rue du Centre.
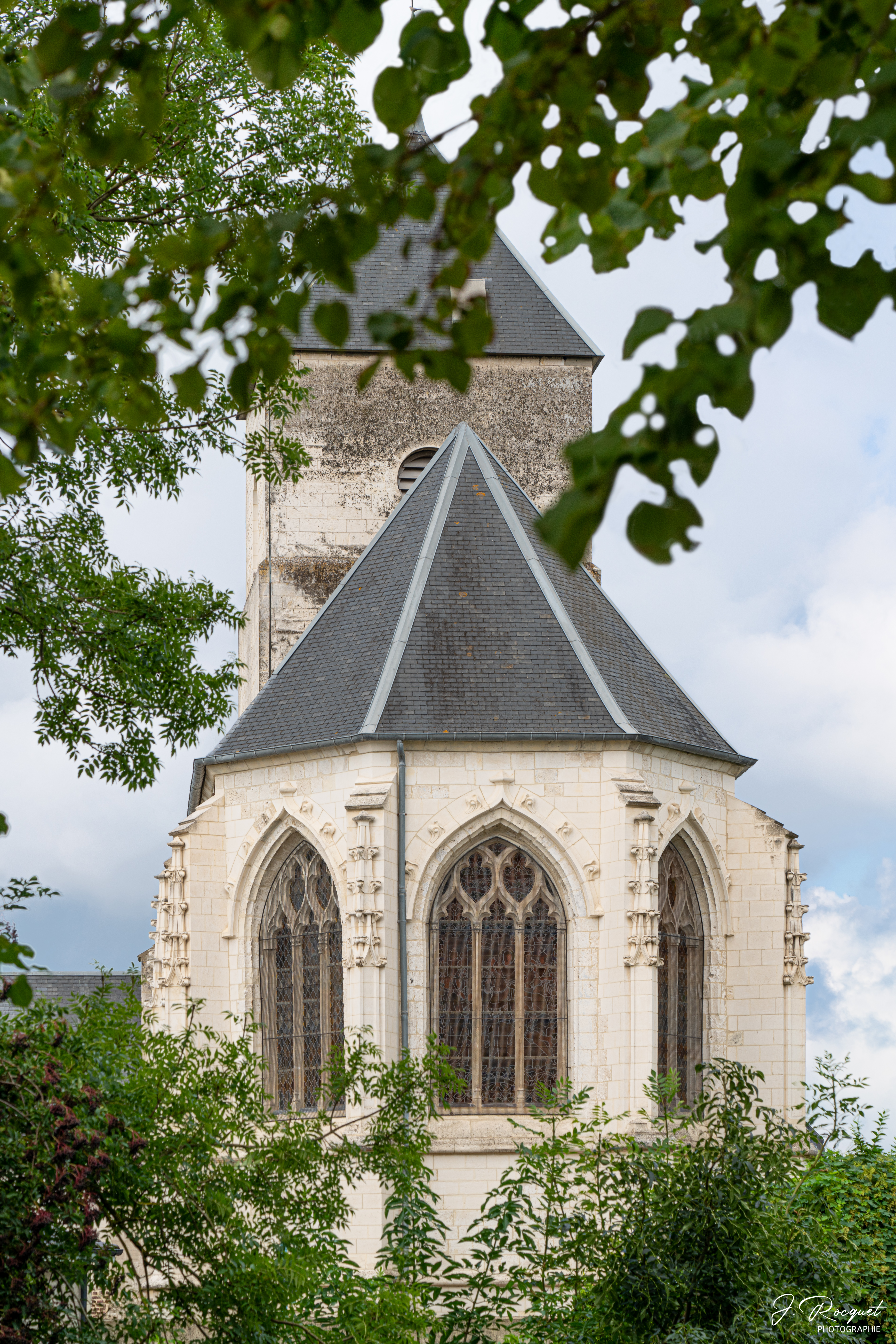
Le chevet vu du moulin.

L'église est inscrite au titre des Monuments historiques depuis le 10 juin 1926.

### Nef
Le chœur, terminé par un chevet à pans, est éclairé par de grandes fenêtres à remplages flamboyants et couvert de voûtes sur croisées d’ogives, curieusement dotées de liernes qui en soulignent l’axe longitudinal. La construction daterait du début du XVIe siècle, au mécénat de François de Créqui et de sa femme Marguerite Blondel, héritière de la seigneurie de Dannes.

#### Intérieur de la nef

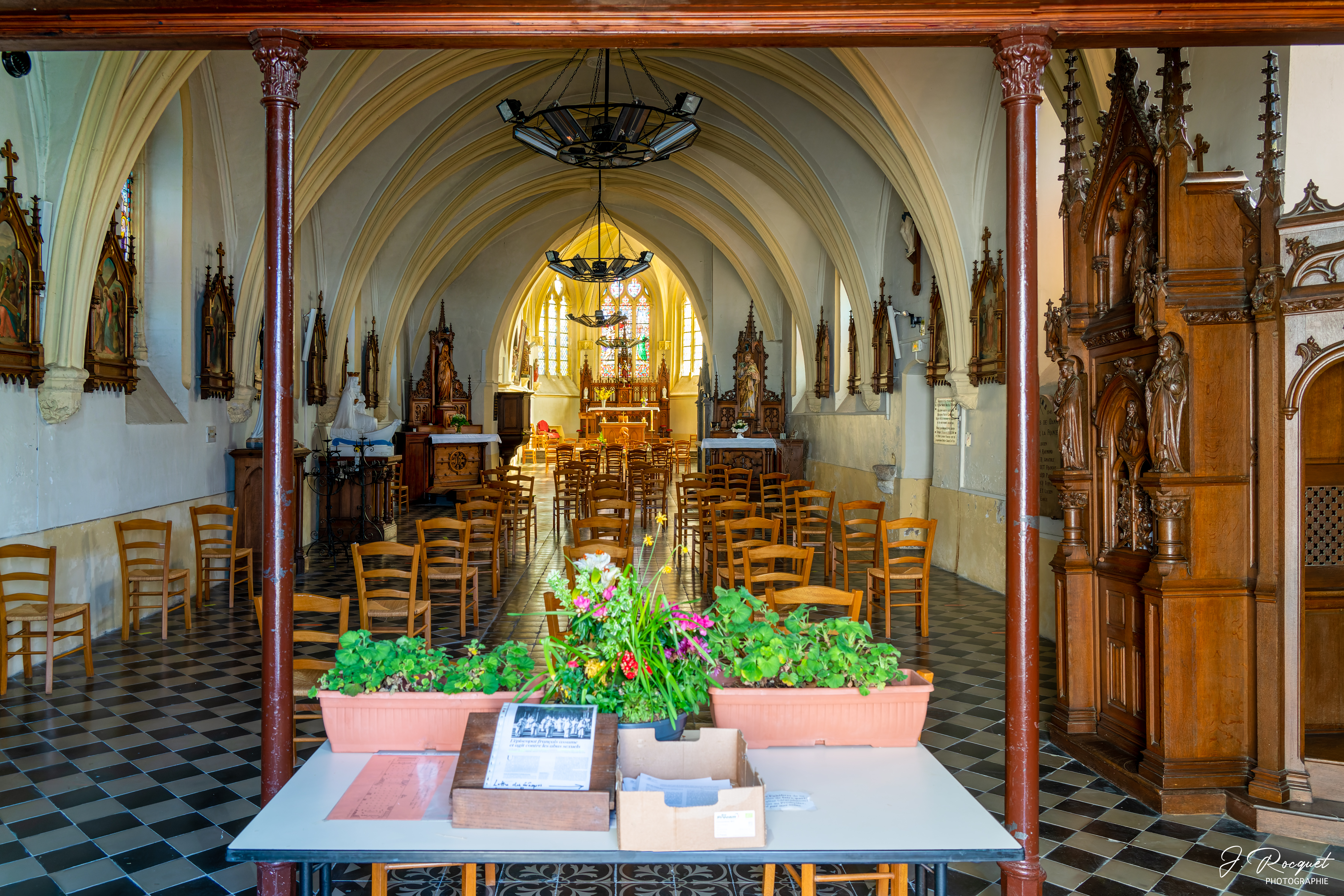
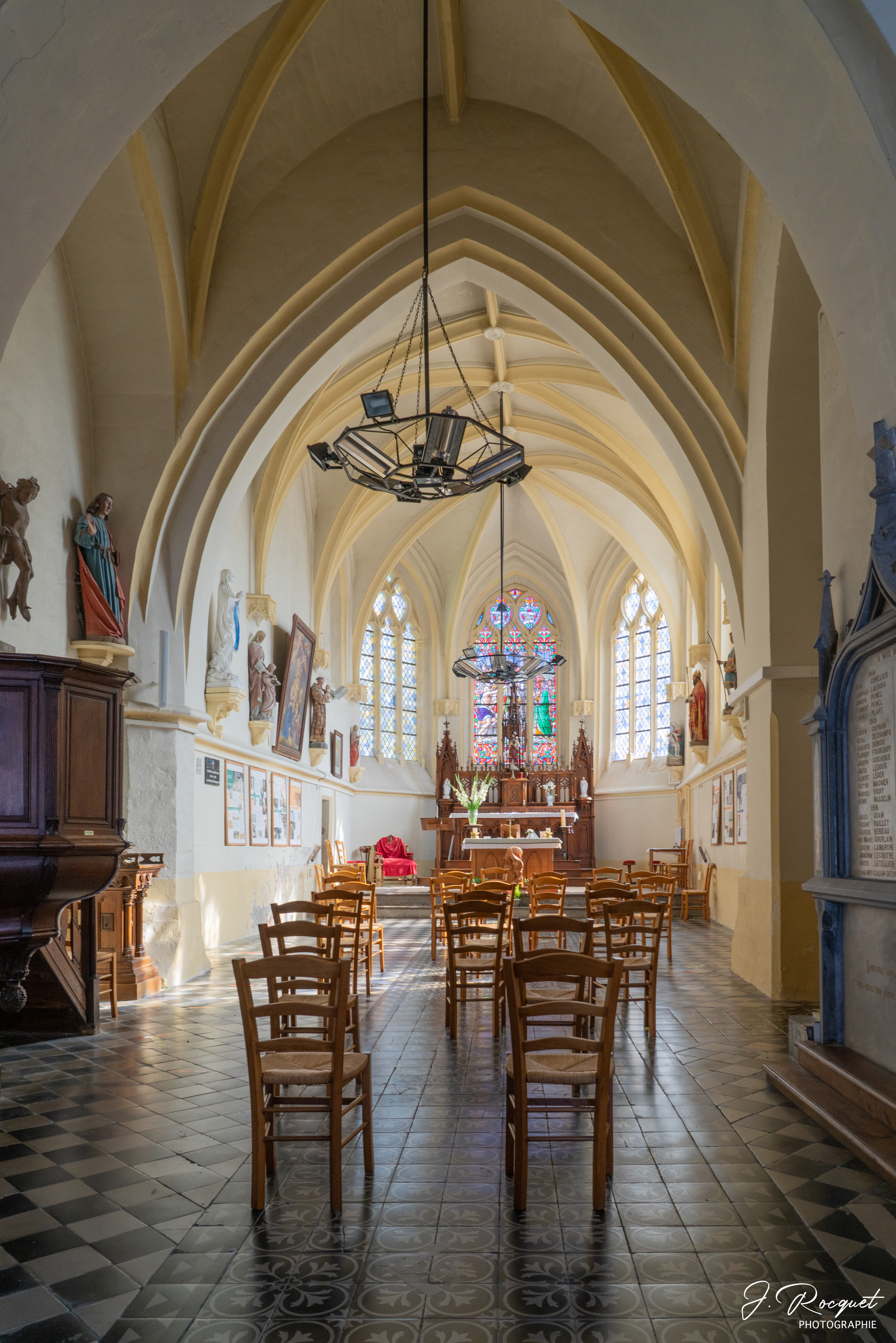
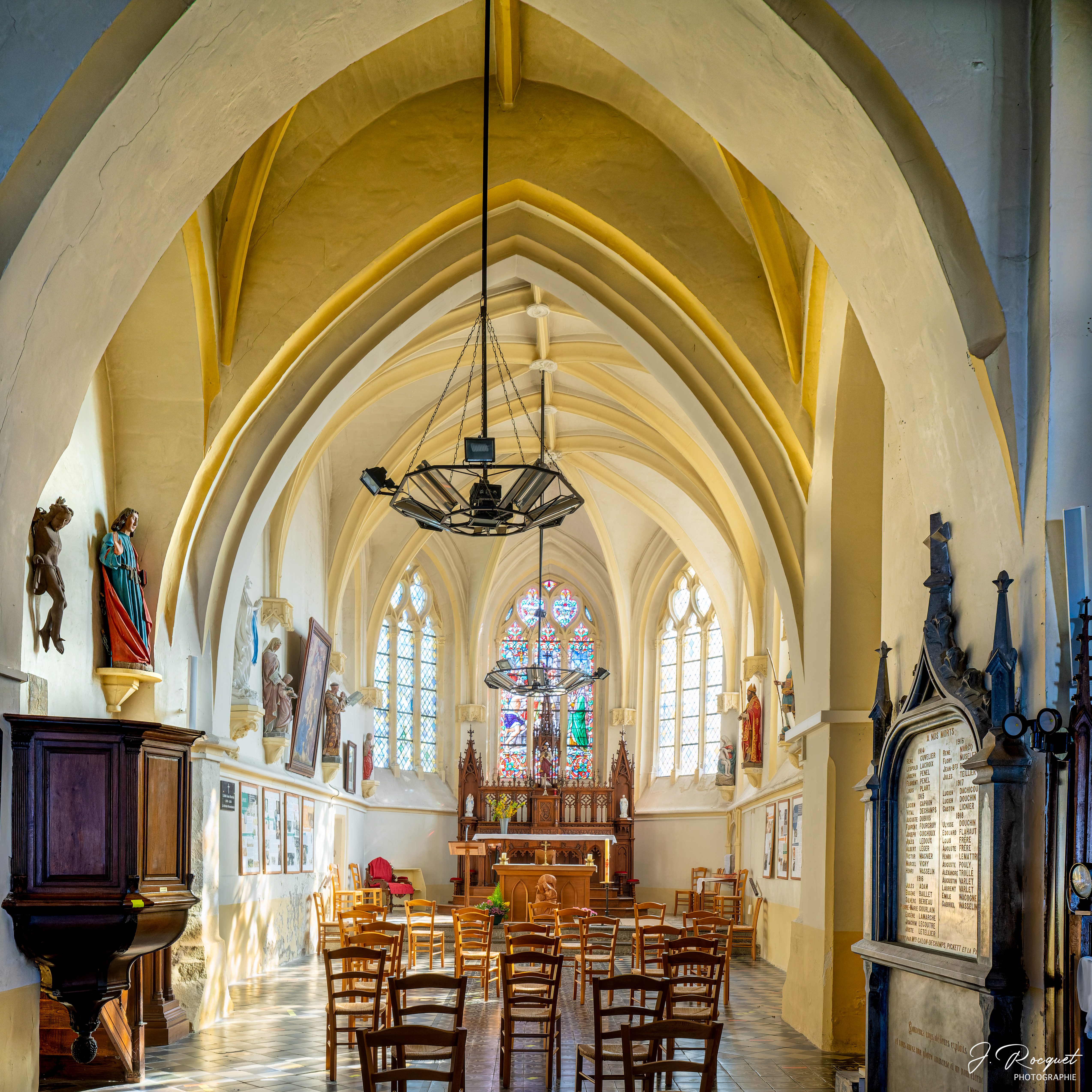
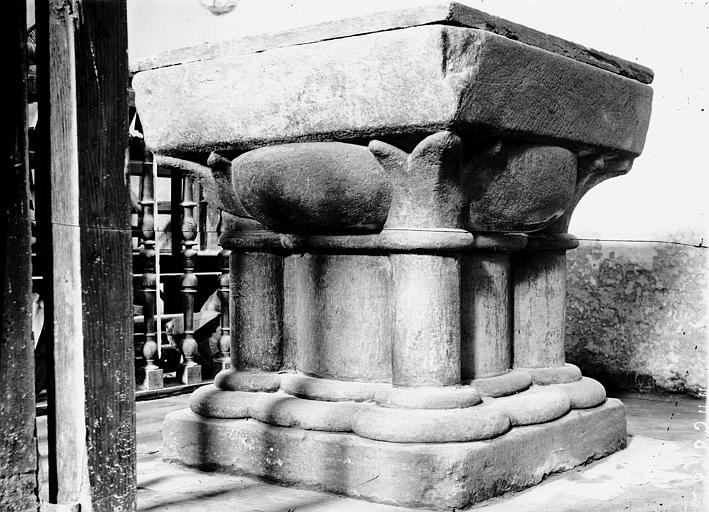

#### Statues

##### Dans la nef à gauche de l'entrée

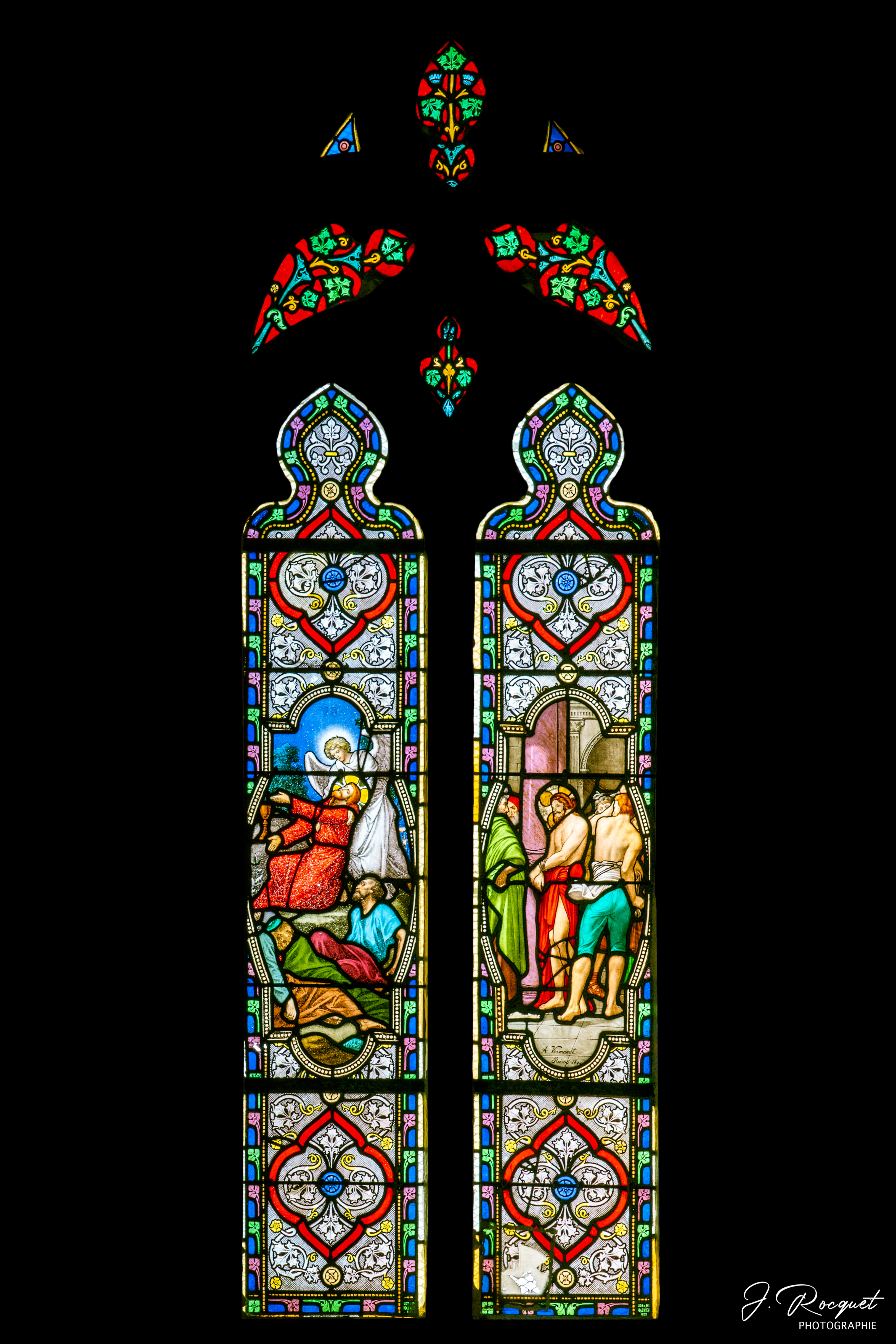
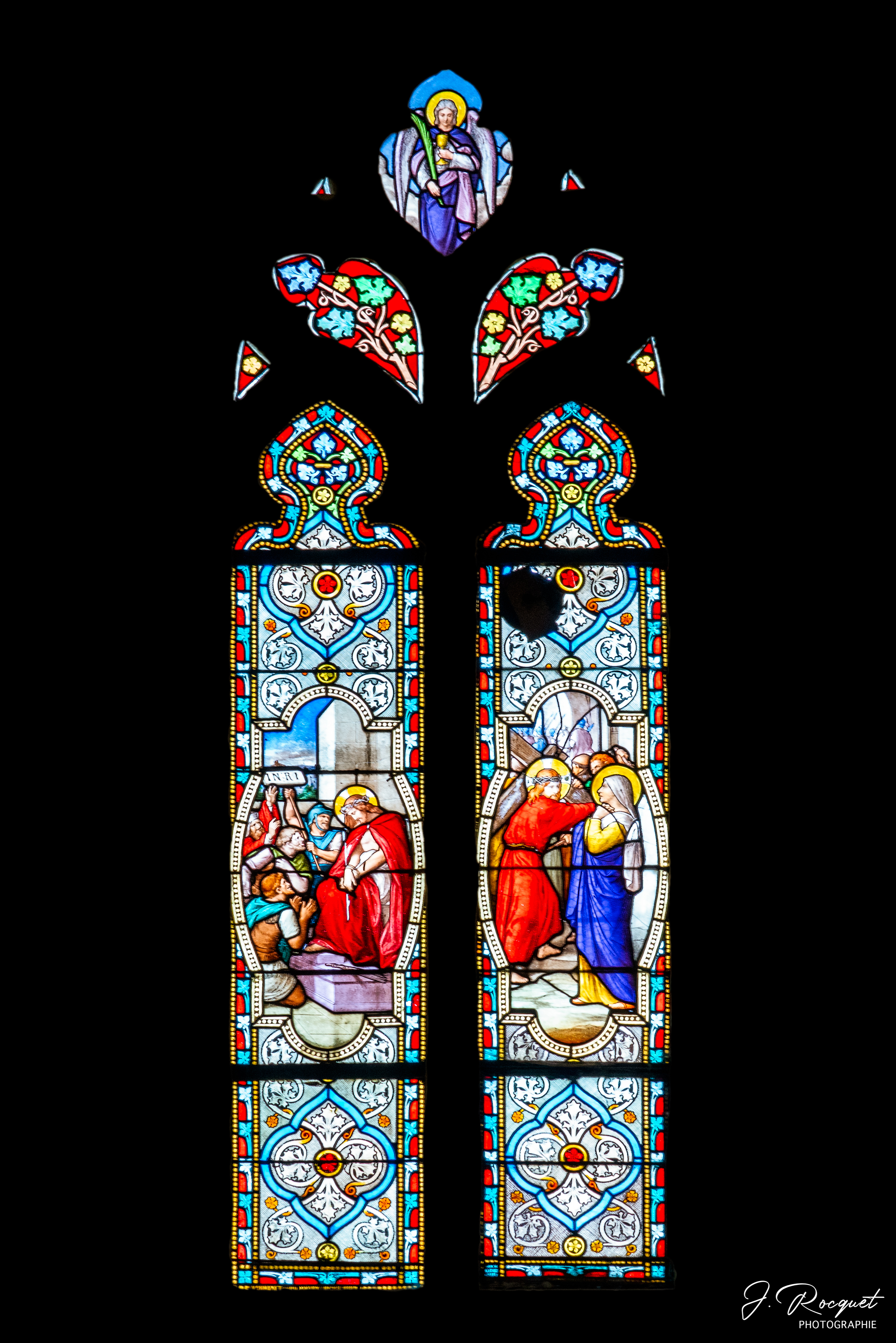
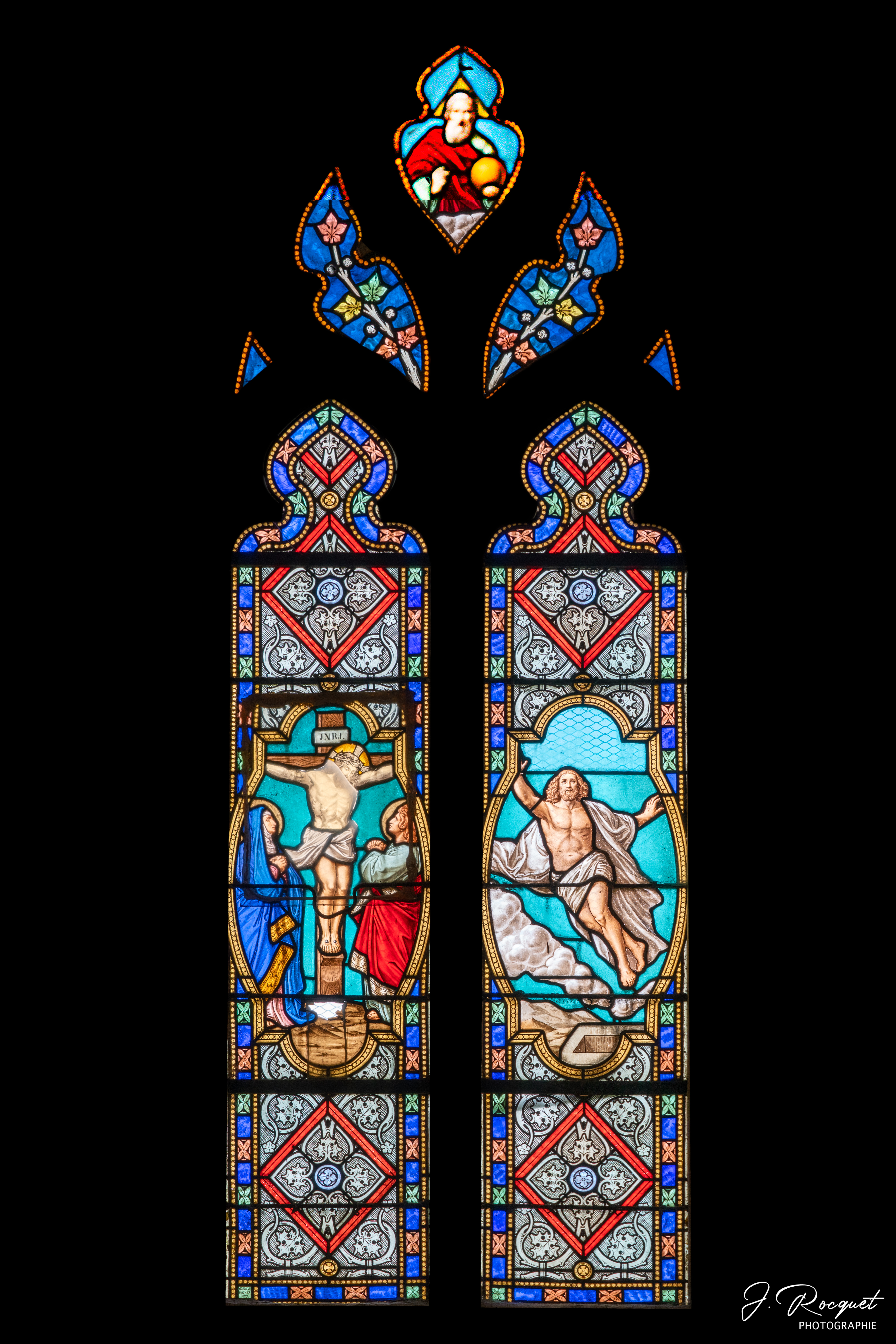
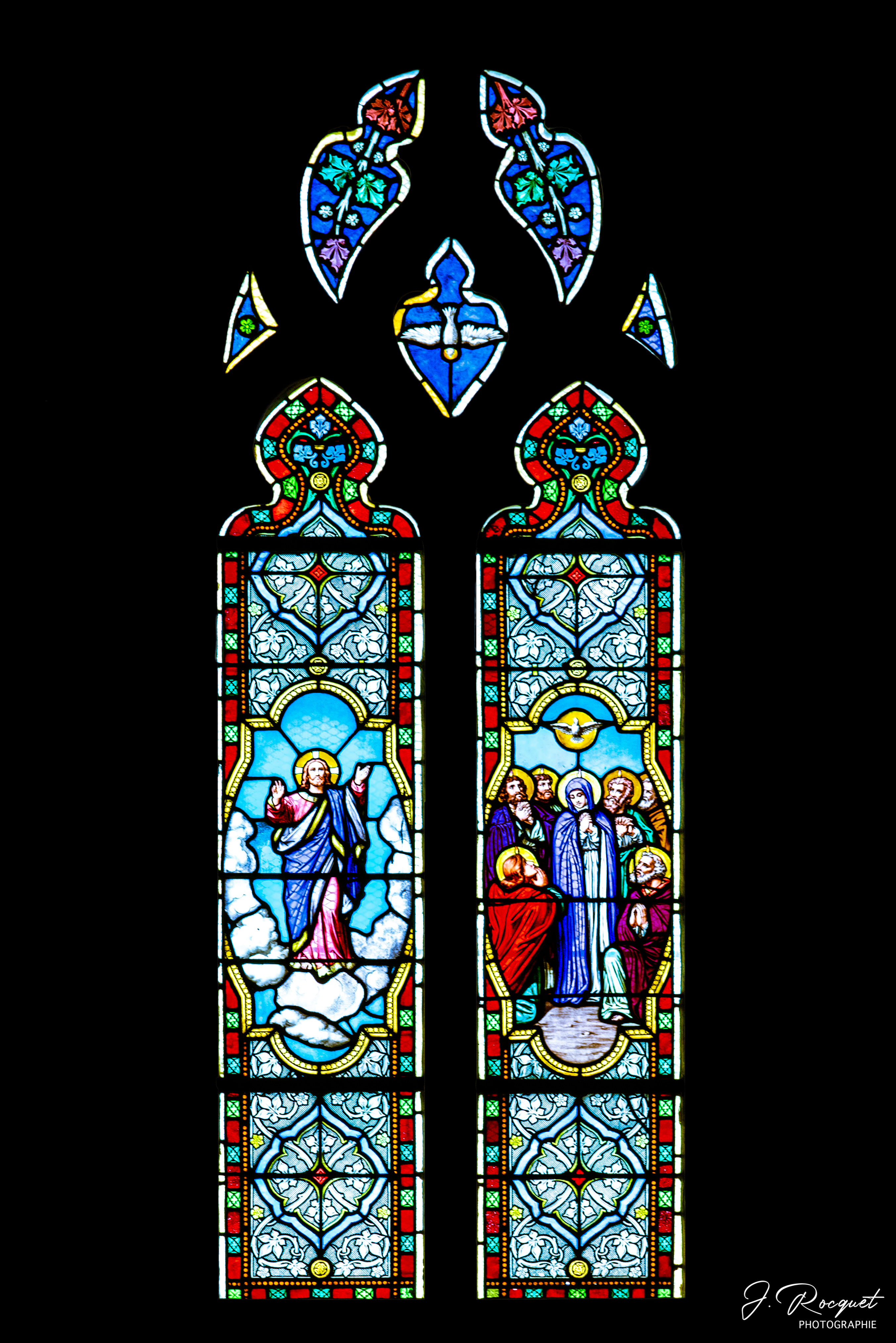
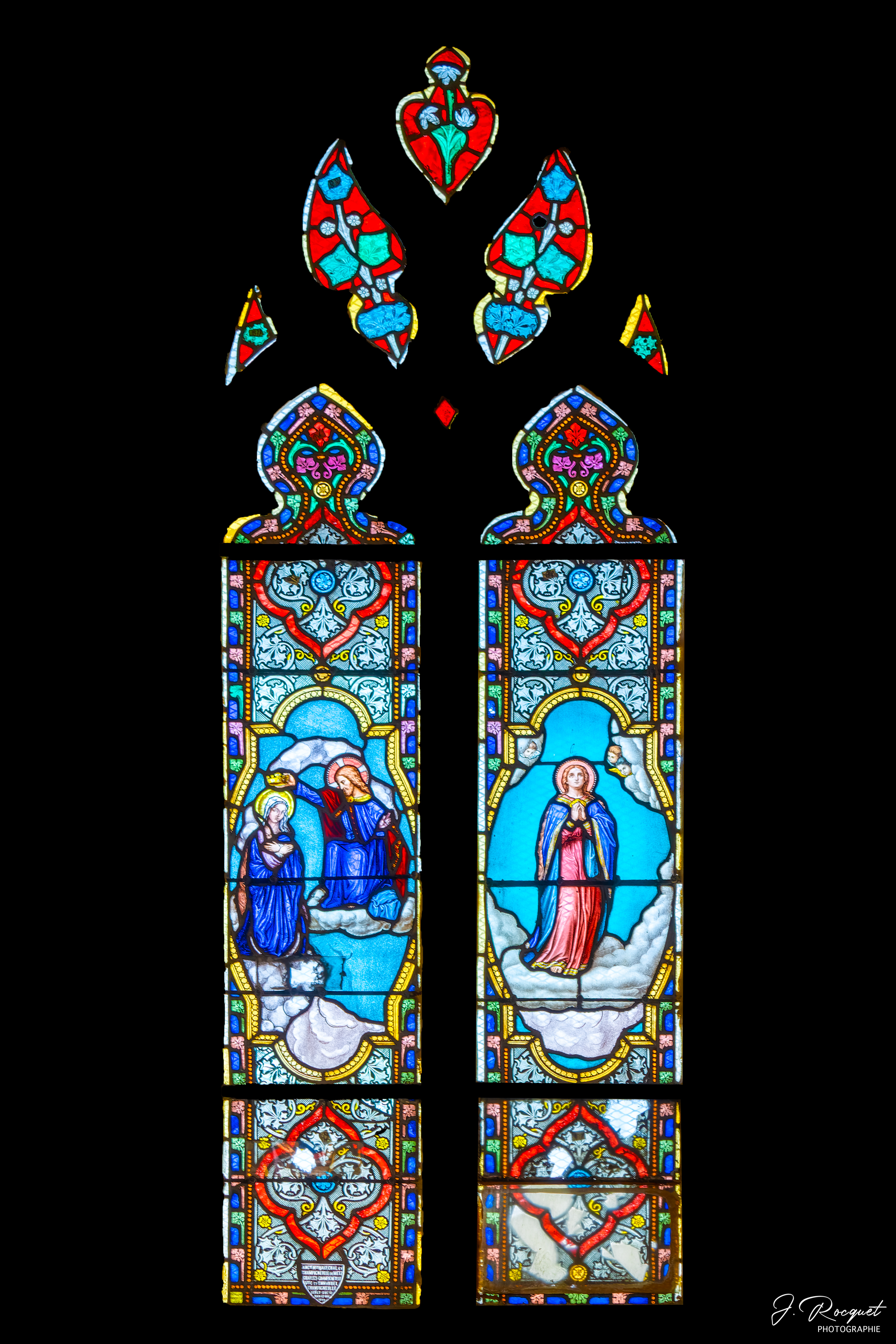

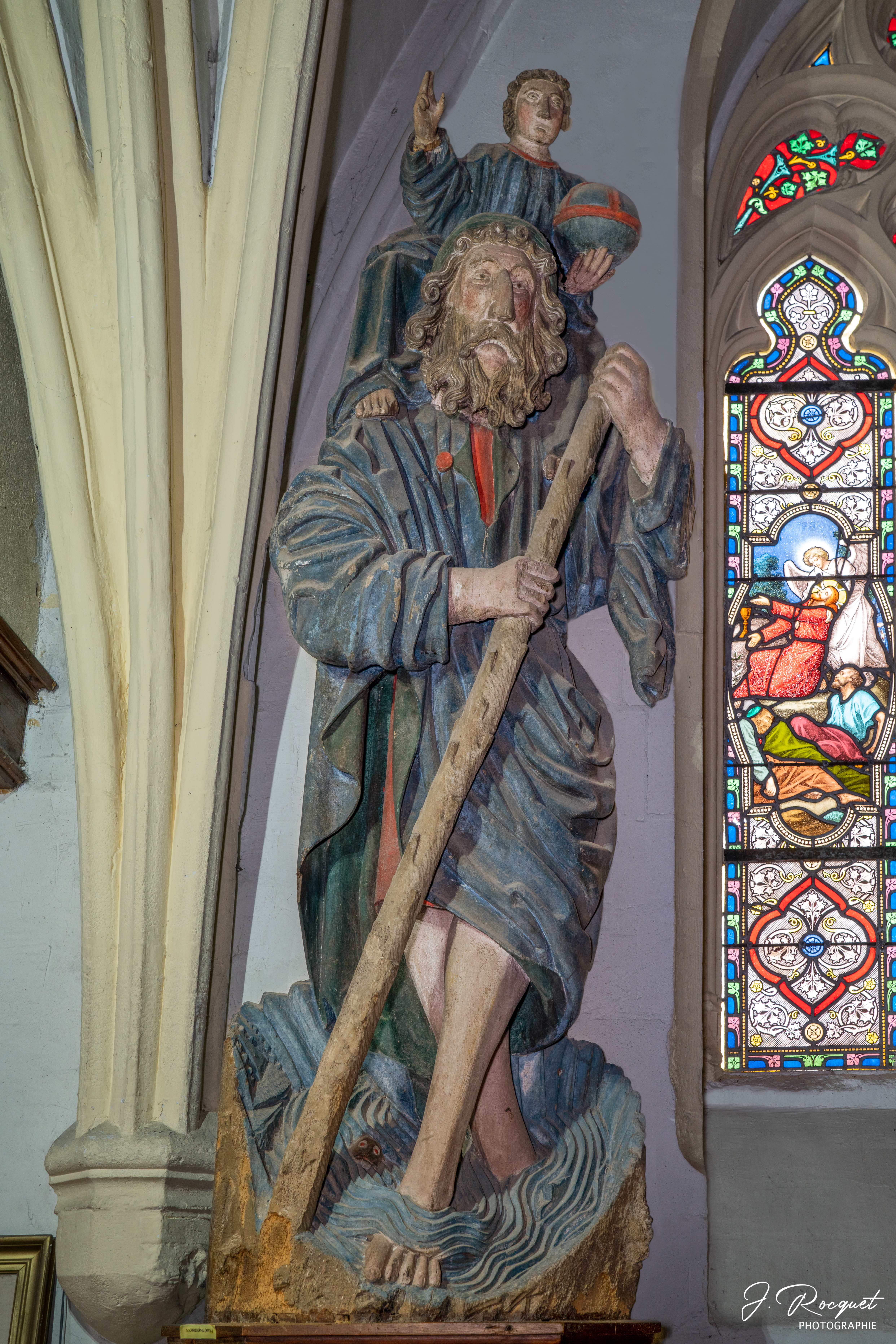
Saint Christophe XVIe siècle[3].
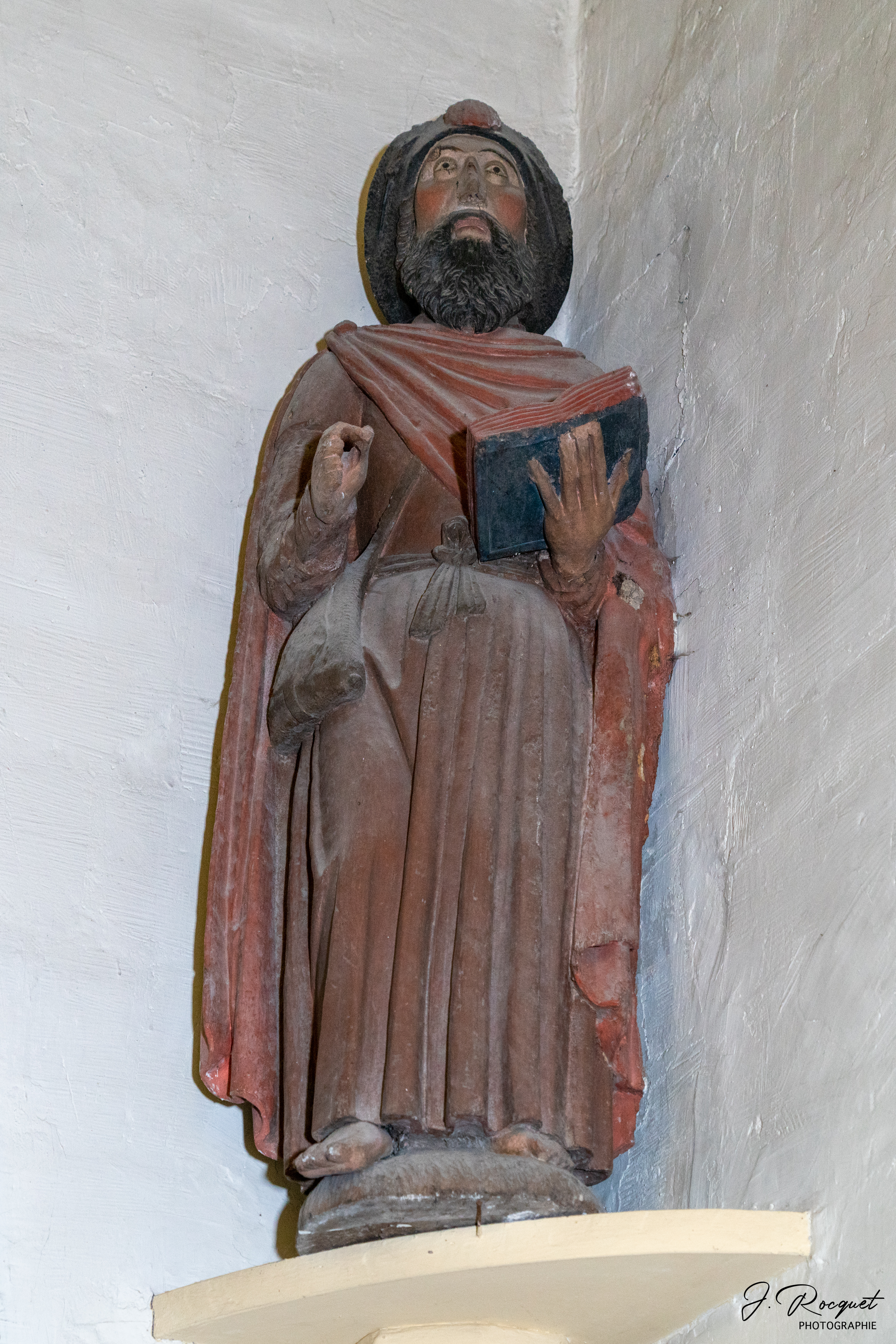
Saint Jacques le Majeur XVIIe siècle[4].
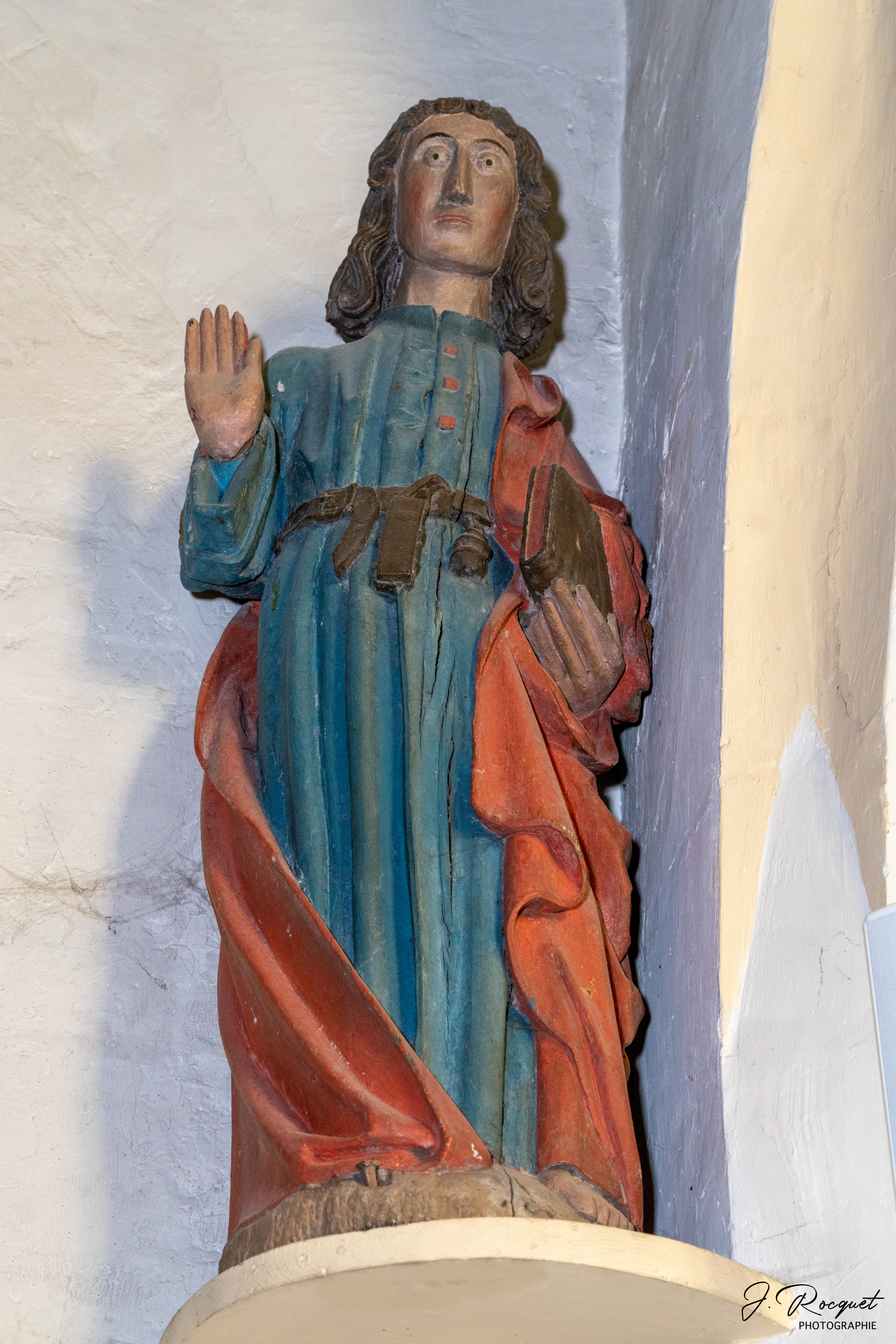
Saint Jean l'Évangéliste XVIe siècle[5].

##### Dans le chœur

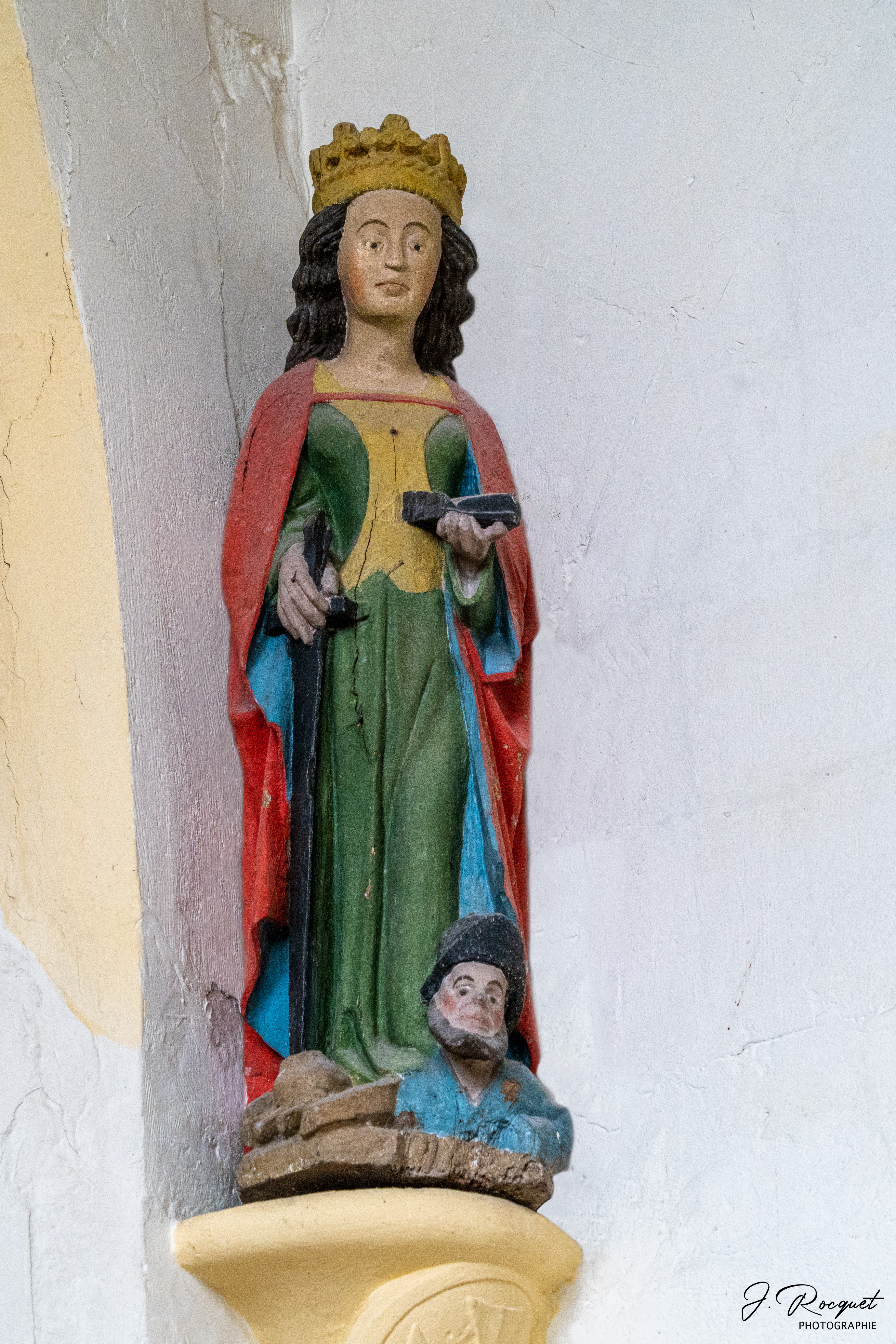
Sainte Catherine XVIe siècle[6].
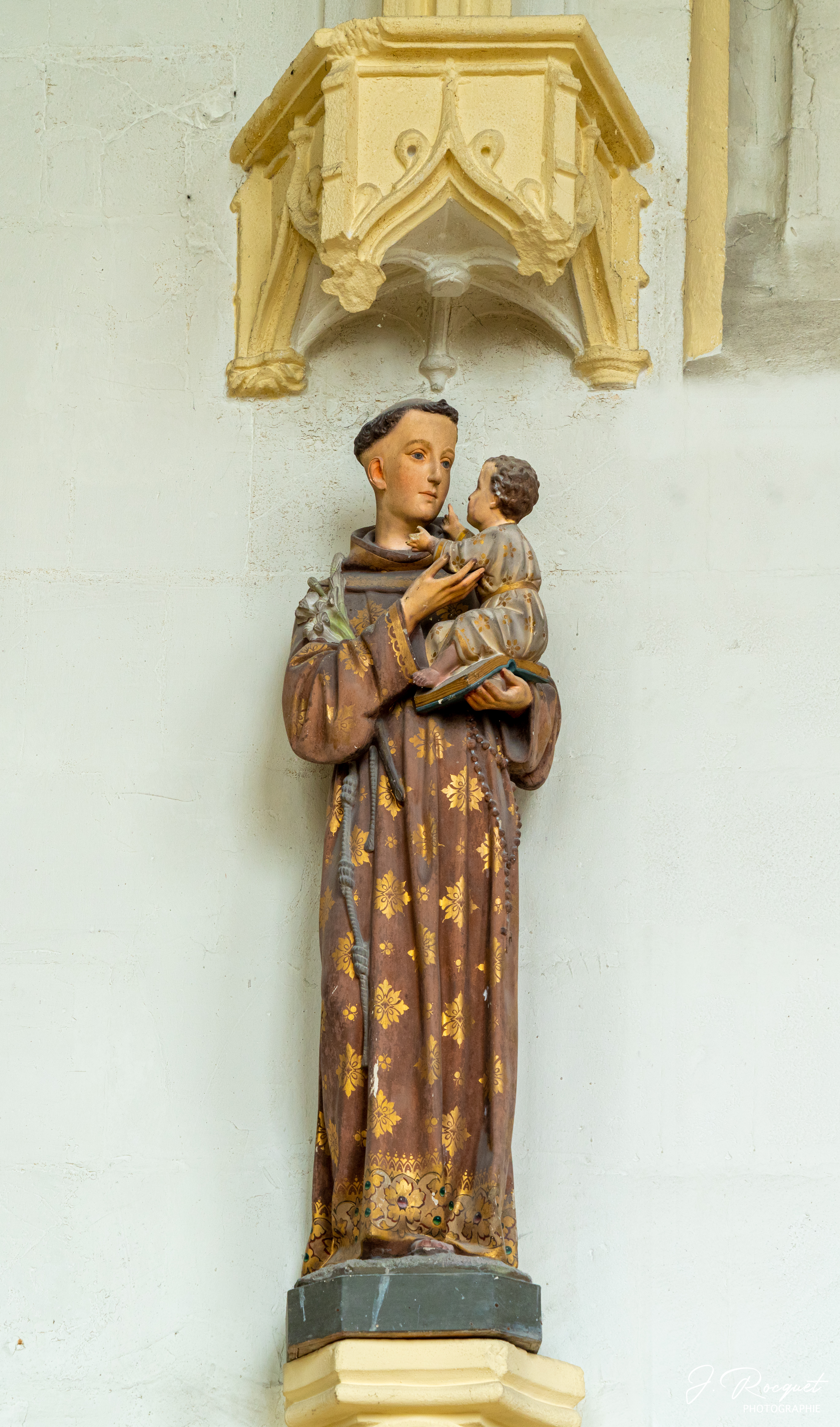
Saint Antoine Époque indéterminée.
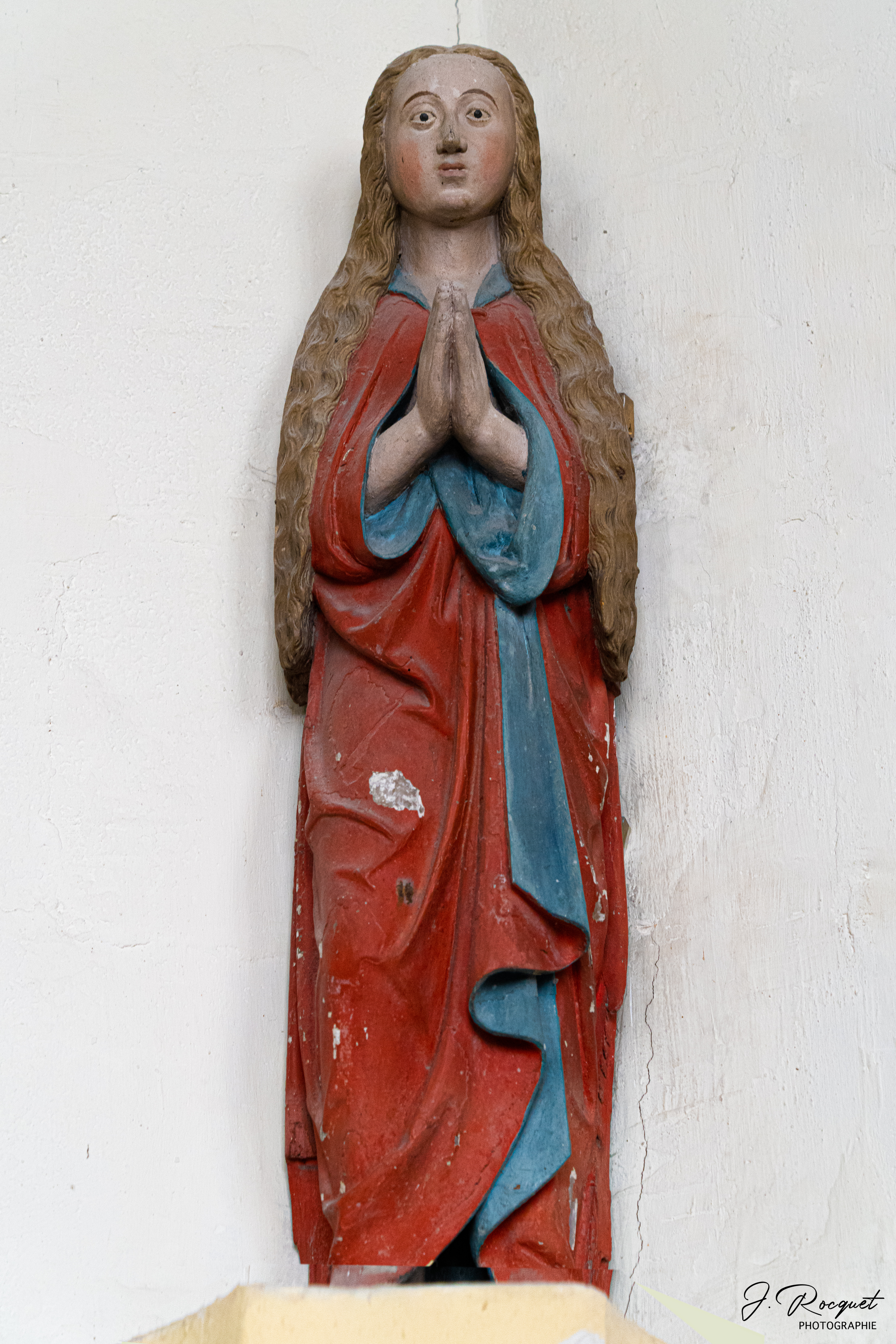
Sainte Marie Madeleine XVIe siècle[7].
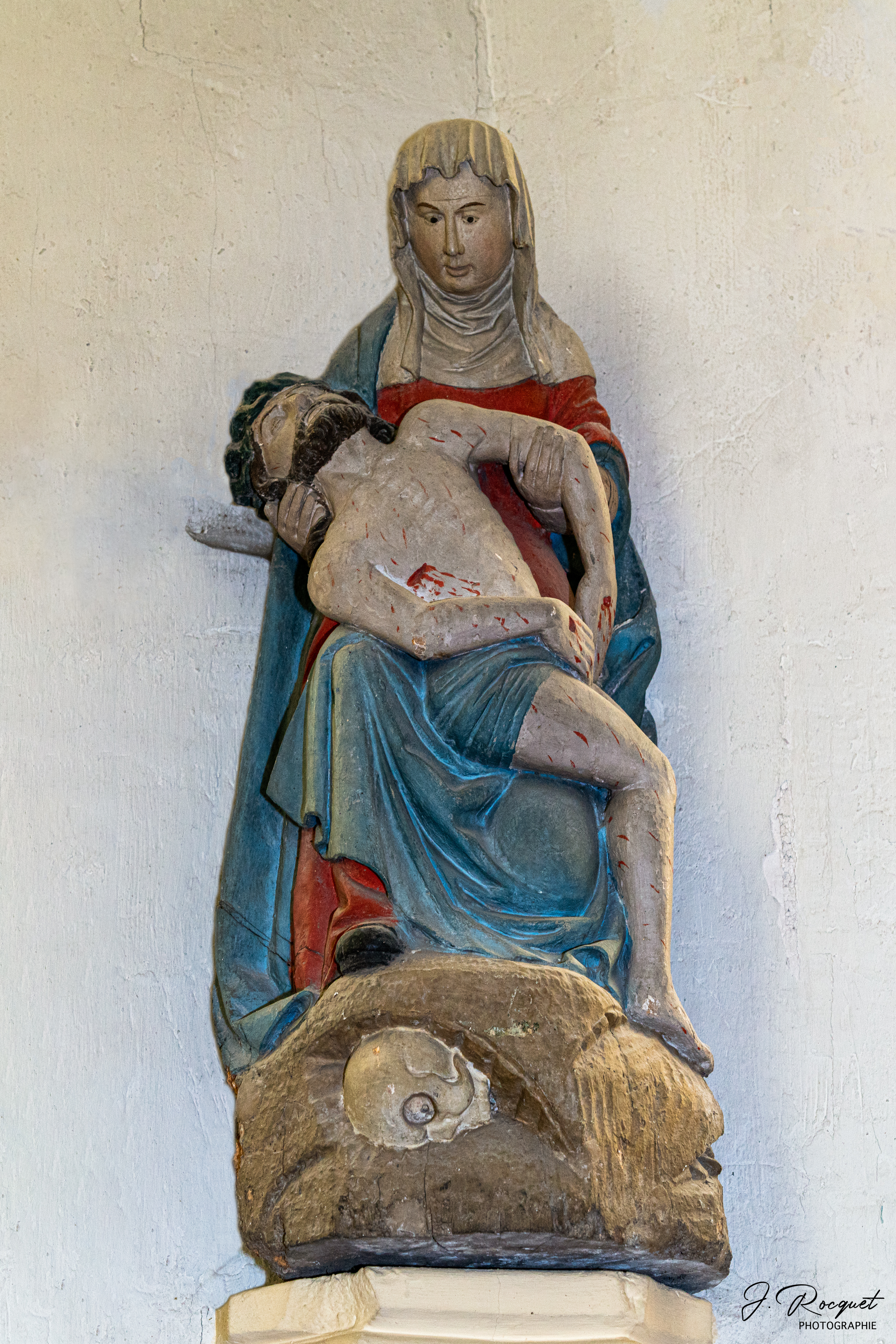
Vierge de Pitié XVIIe siècle[8].
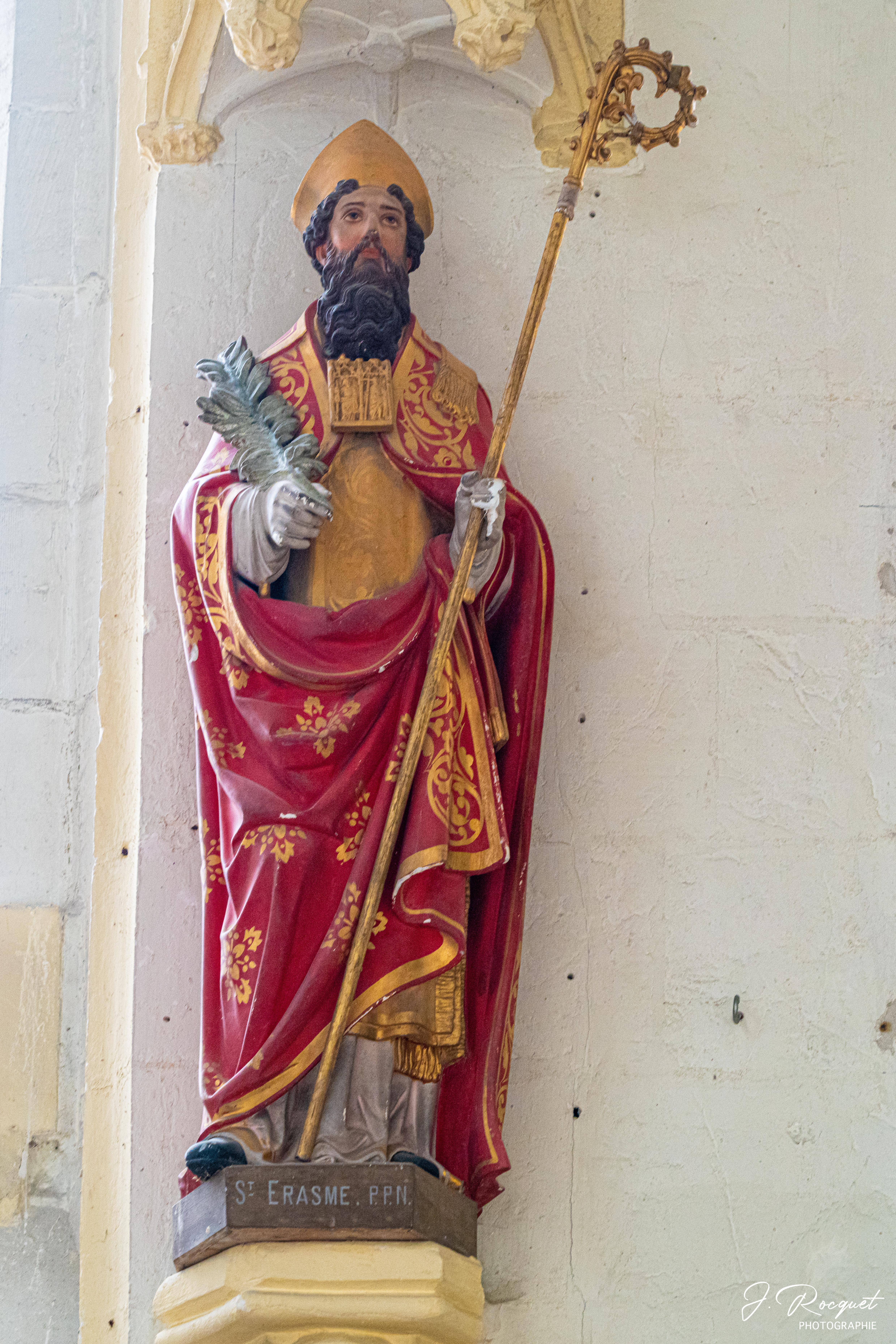
Saint Érasme Époque indéterminée.
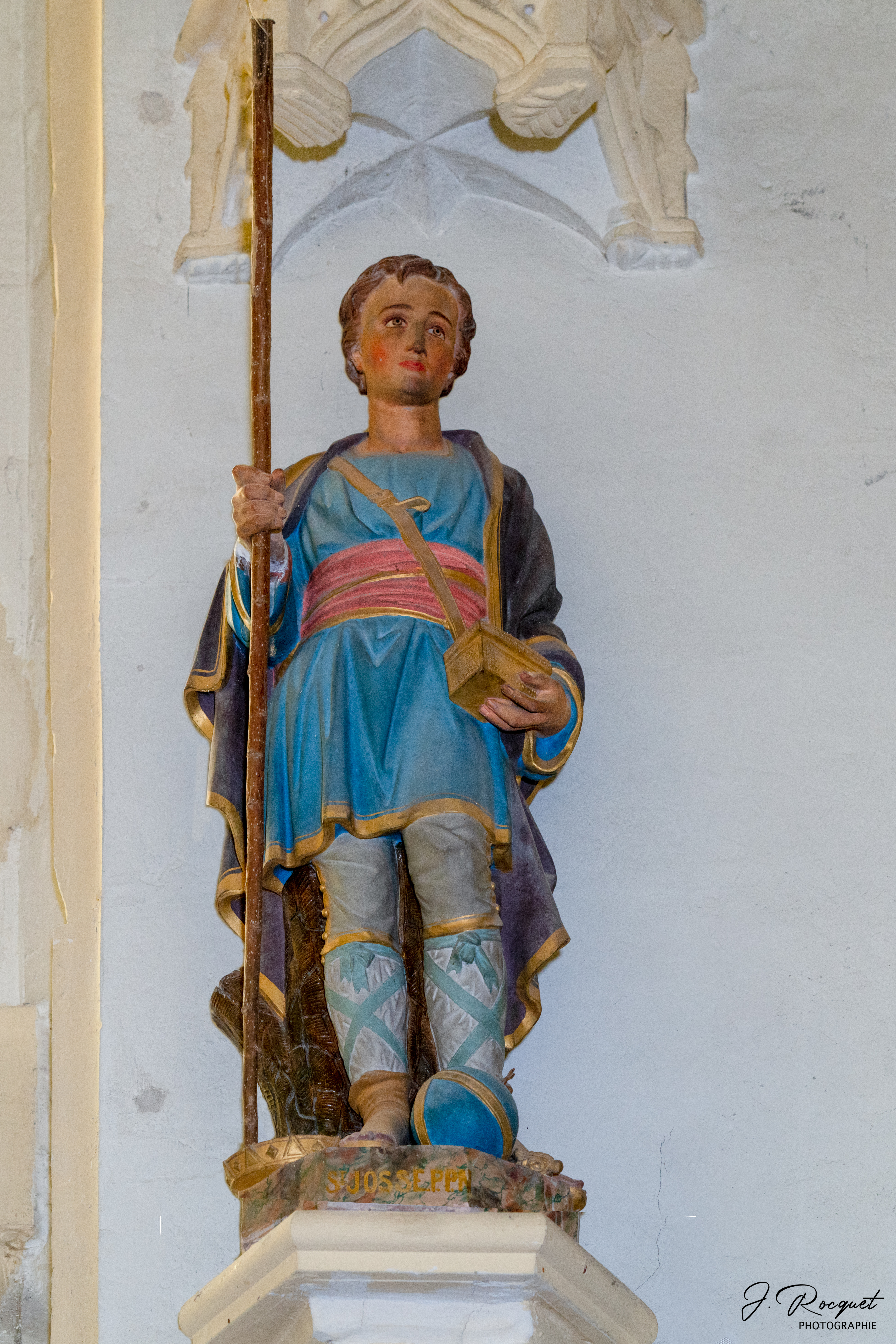
Saint Josse Époque indéterminée.
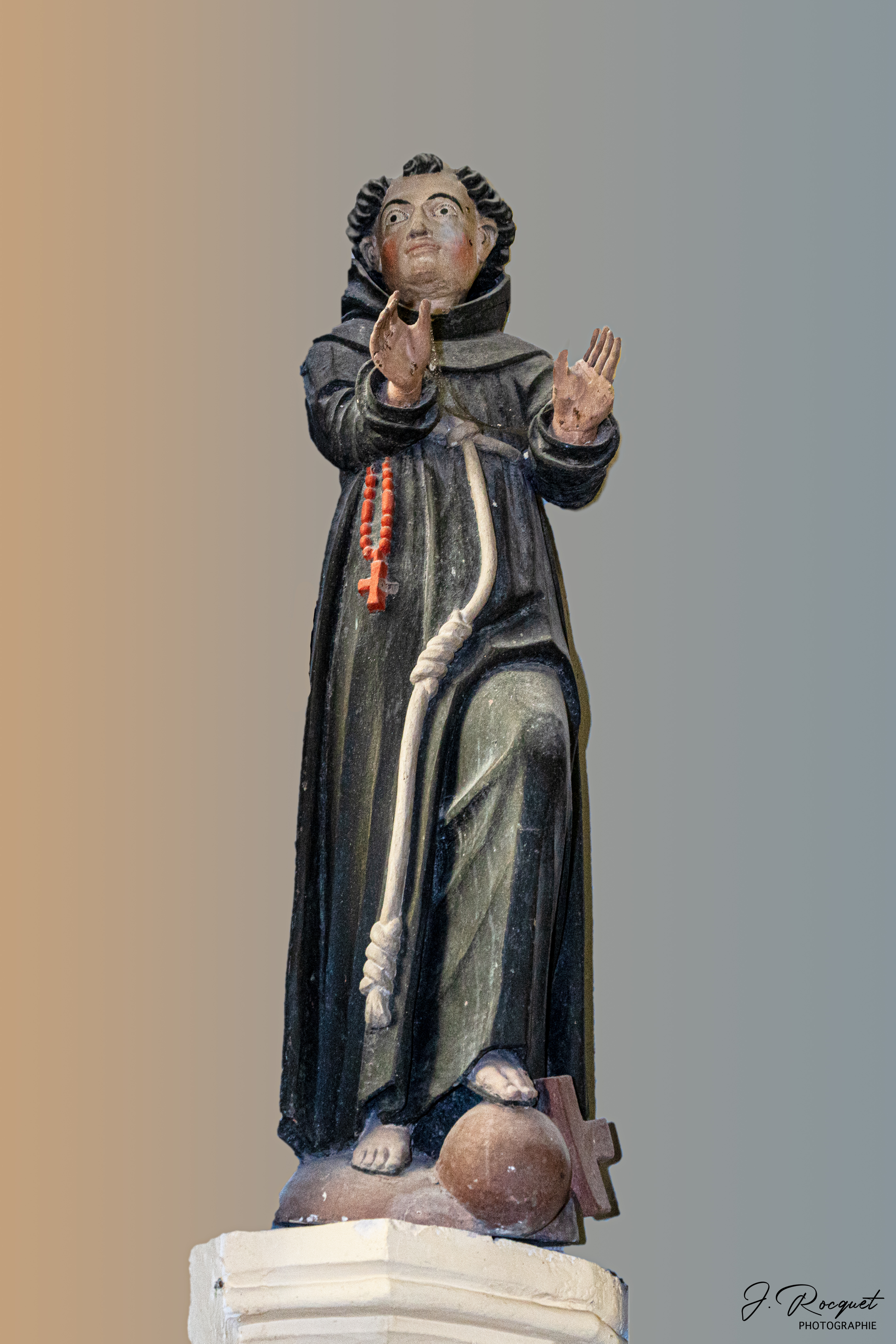
Saint François d'Assise XVIIe siècle[9].

##### Dans la nef à droite de l'entrée

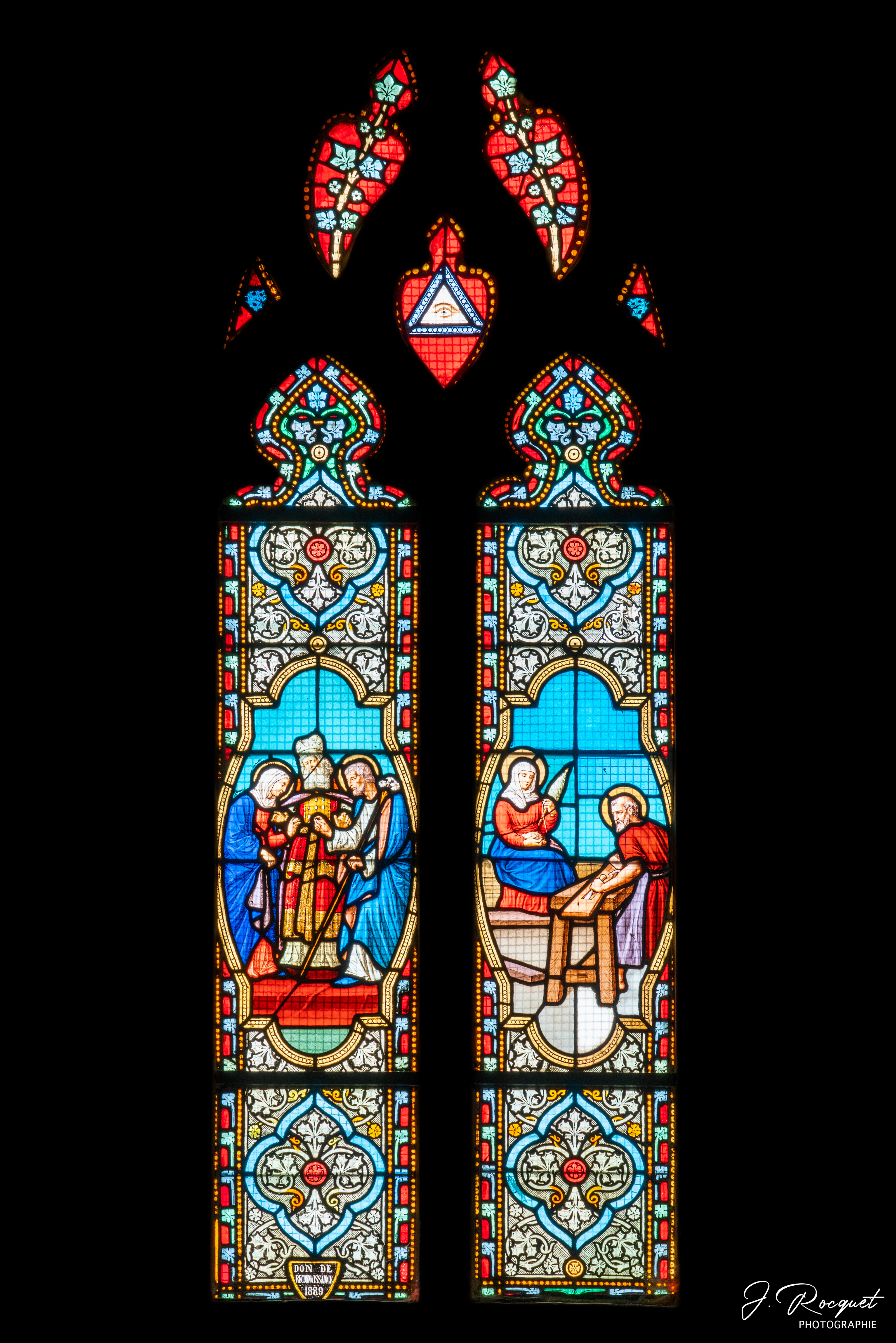
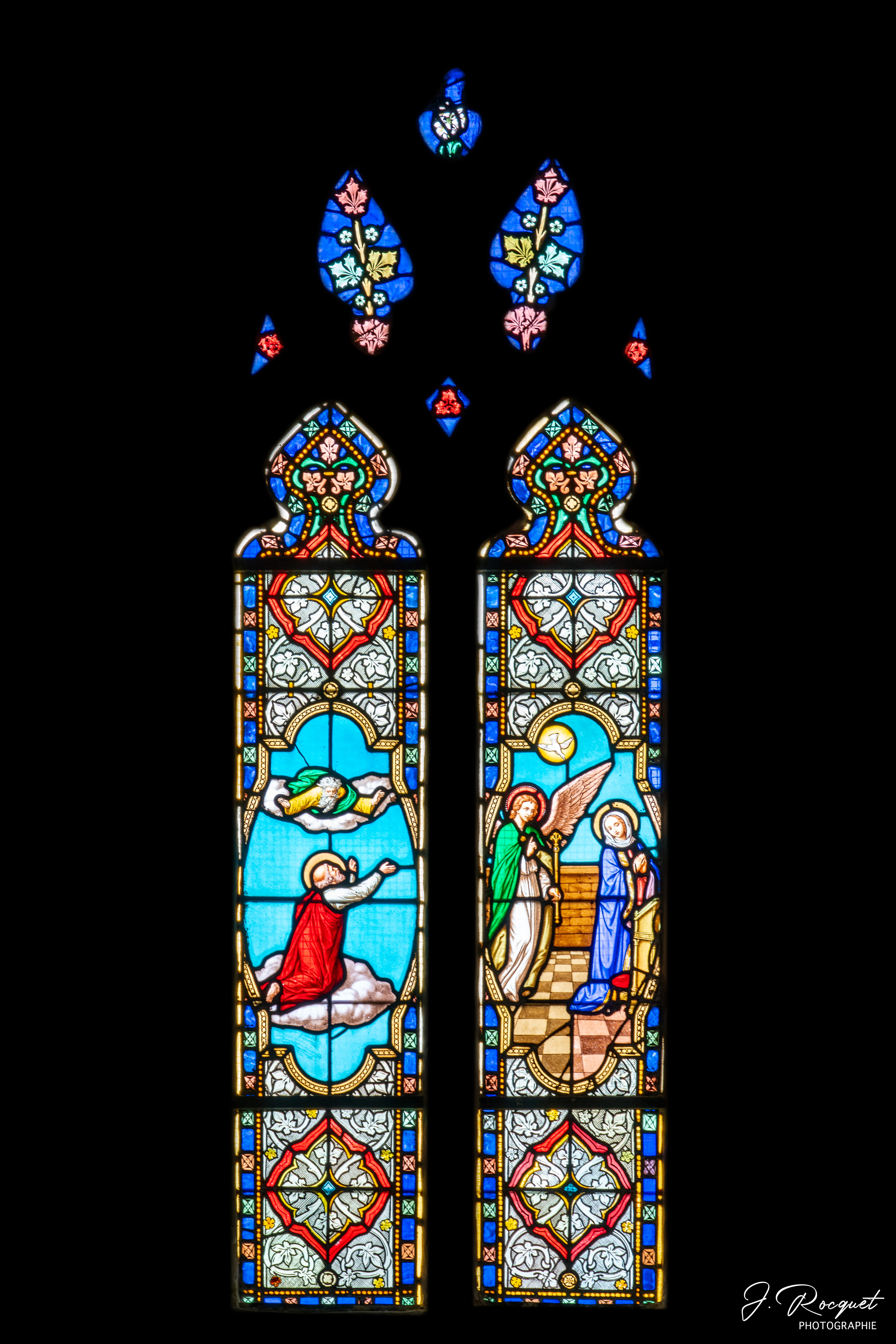
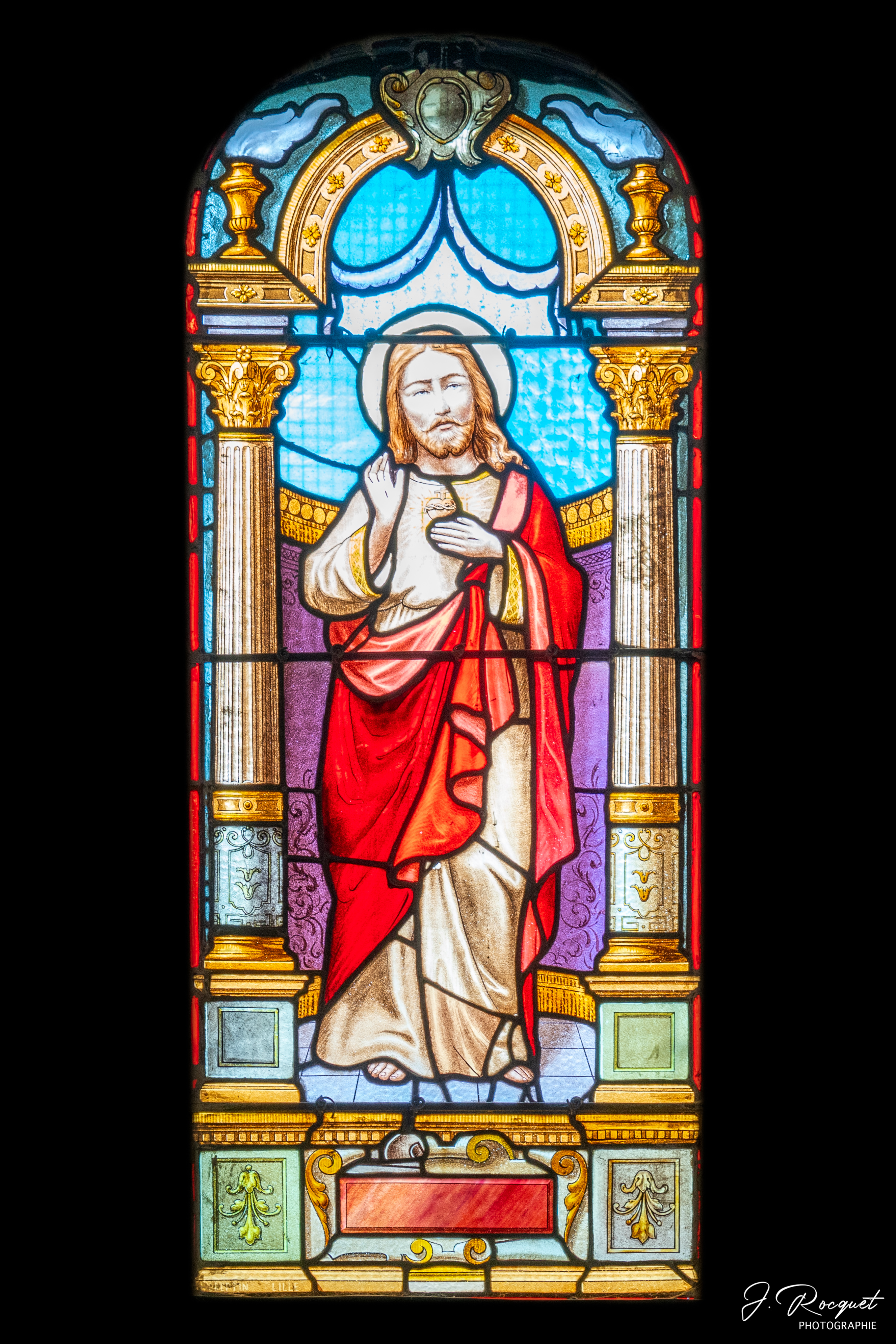
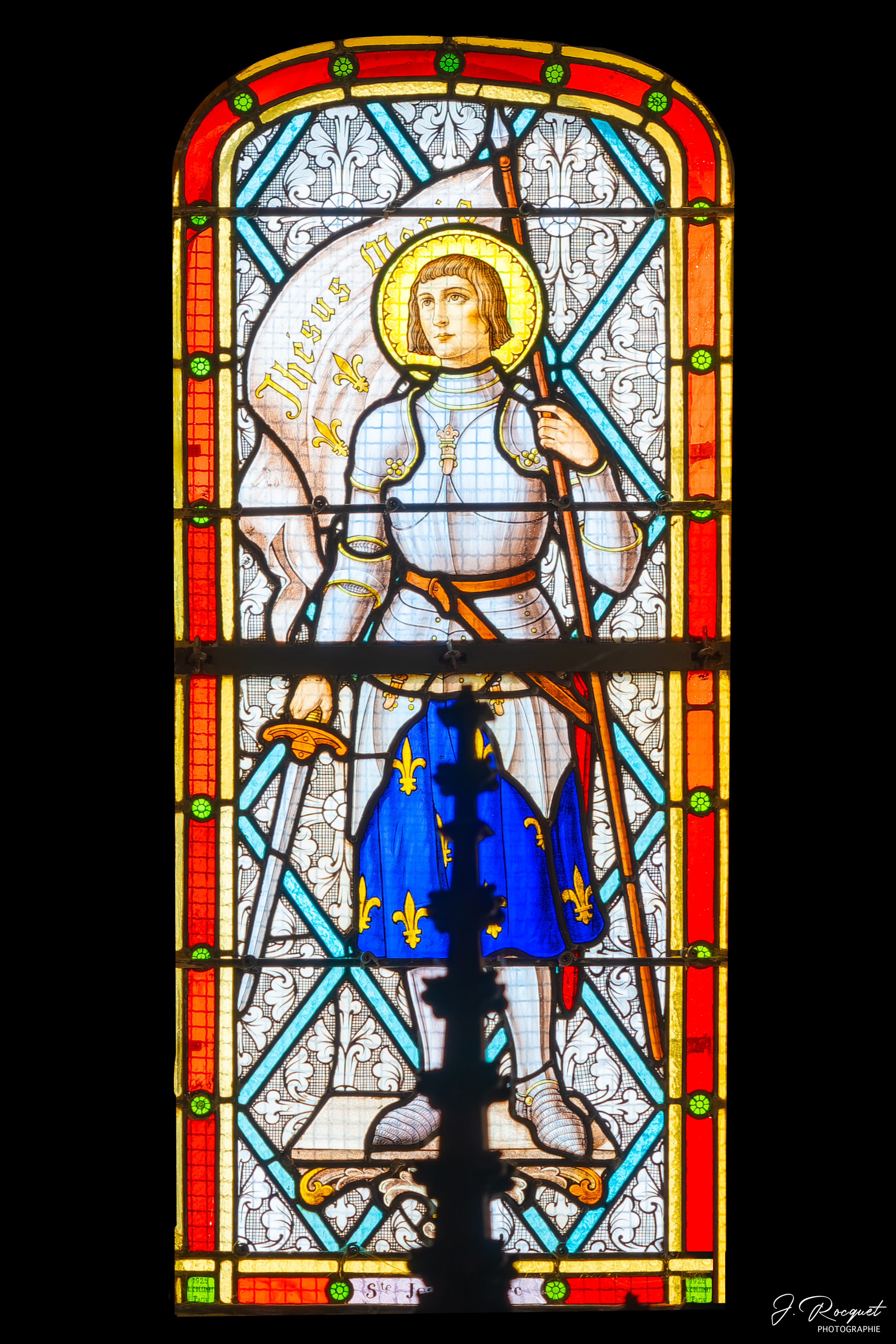

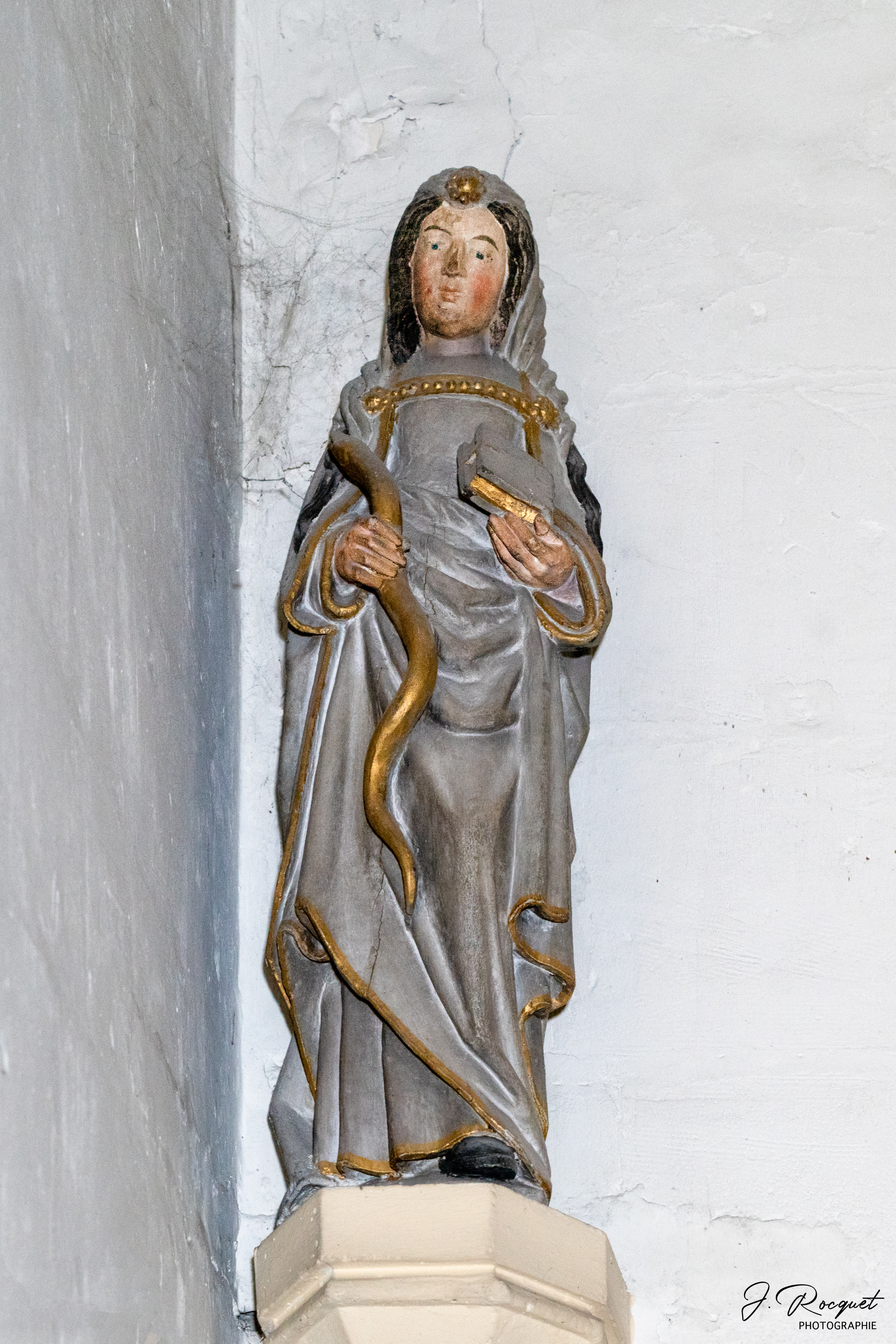
Sainte Isbergue
XVIe siècle[10].
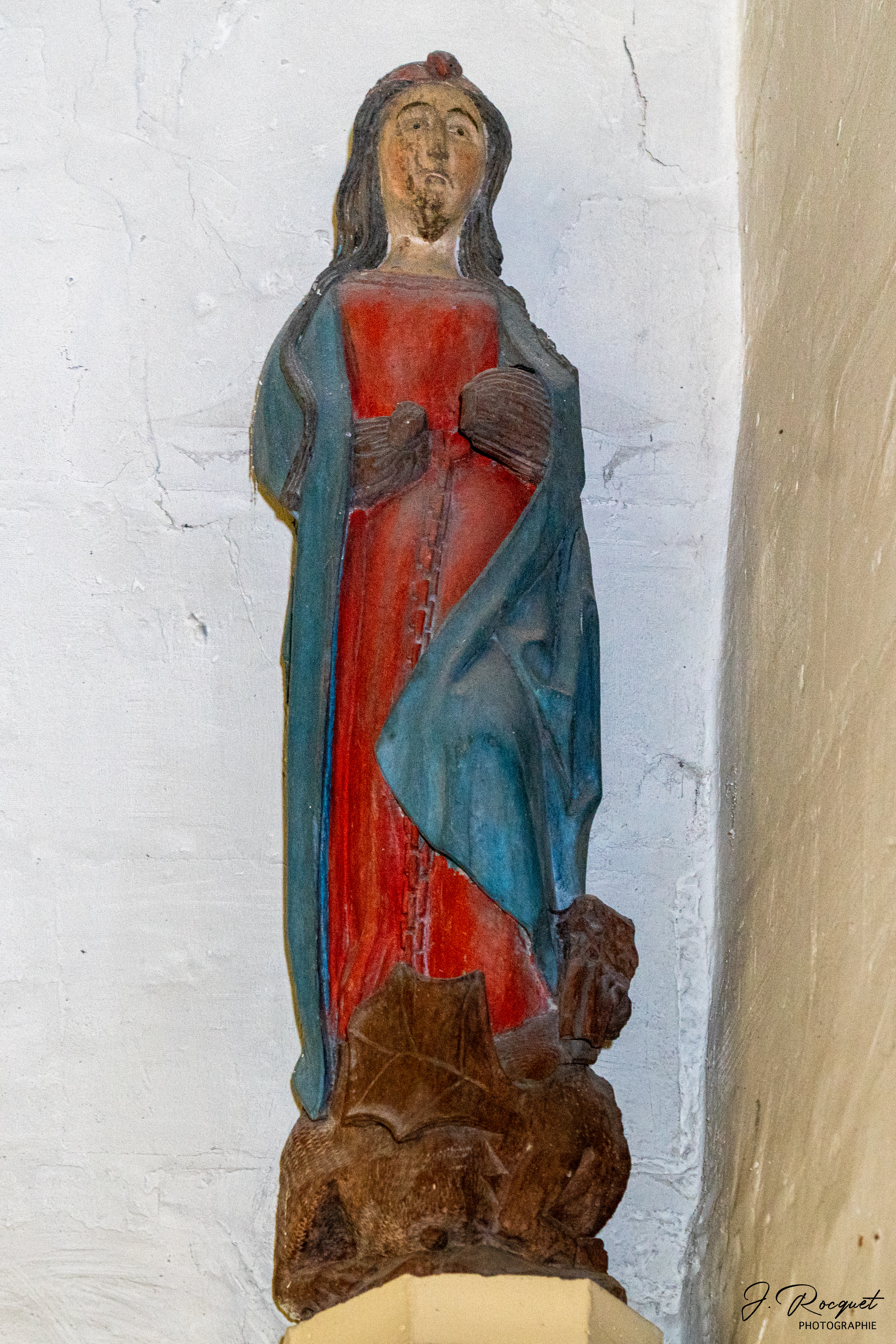
Sainte Marguerite XVIe siècle[11].

#### Vitraux
L'église est éclairée par 10 verrières classés aux MH au titre des objets.

##### Le vitrail central de Saint-Martin dans le chœur

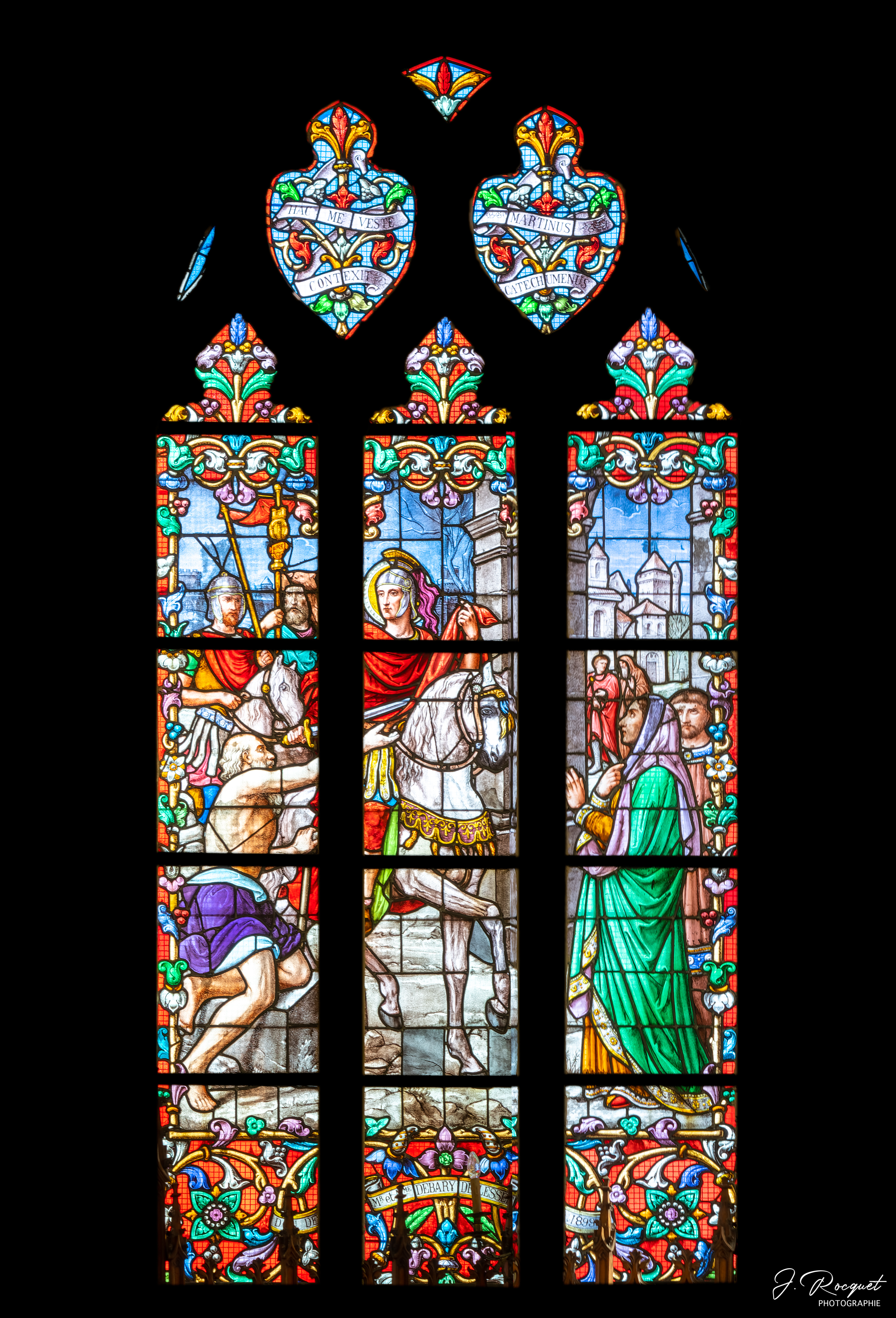

## Rénovation
L'église, très délabrée en 1886, fait l’objet d’une importante restauration, menée jusqu’en 1893 par l’architecte hesdinois Clovis Normand.
En 2013, pour la restauration de la couverture et de la maçonnerie du pignon occidental, de la tourelle, du beffroi et des pans coupés du trésor, la Sauvegarde de l’art français a participé à hauteur de 20 000 euros au titre du mécénat Duprez-Mulliez.

Selon Eric Barriol, architecte du patrimoine, qui a réalisé un diagnostic de l'édifice avant la restauration de 2013, l'église présente deux caractéristiques particulières : 

« Ce qui m'avait beaucoup intéressé dans cet édifice, c'est deux choses. La première c'est le chœur construit au-dessus d'un cours d'eau, sur une voûte. La deuxième c'est le clocher qui servit de tour de guet (voire de défense) à moins que la tour n'ait préexisté au clocher, en témoignent les traces de la cheminée. »

## Paroisse
L'église Saint-Martin est rattaché à la paroisse de « Notre-Dame de foy » au sein du doyenné de Berck-Montreuil, dépendant du diocèse d'Arras.